# Lávová lampa

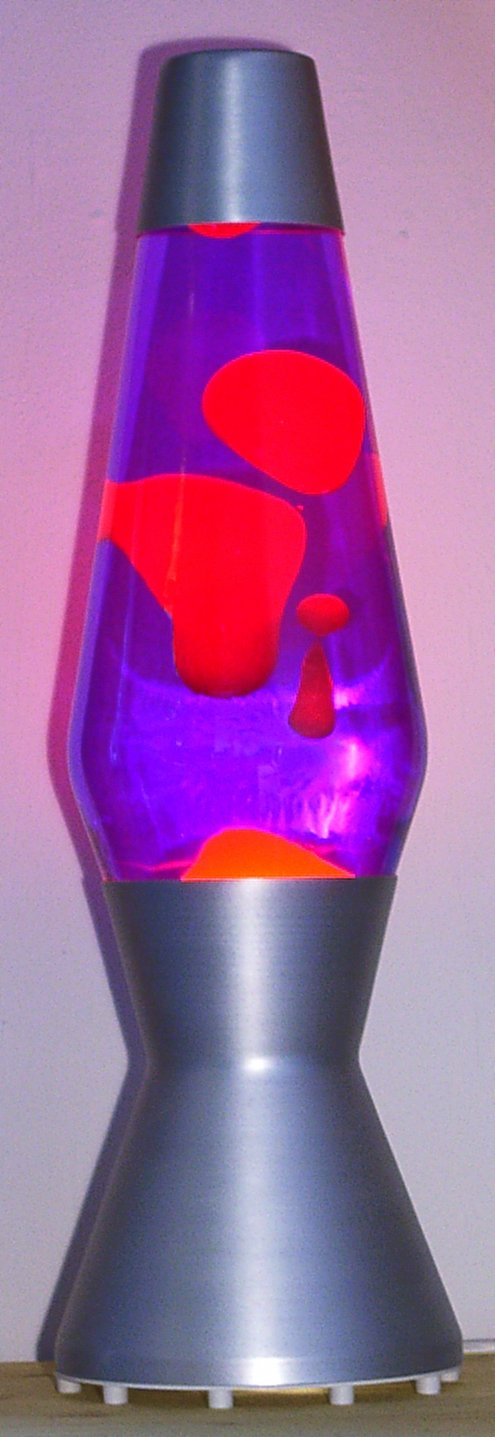
Lávová lampa s fialovým olejem a červeným voskem

Lávová lampa (také magma lampa) je druh svítidla, který se však častěji používá jako dekorace. Lampa se vyrábí v různých tvarech a s různě zbarvenou vodou a voskem. Podstavec může být vyroben z materiálů jako dřevo, plast, hliník…

## Princip fungování
V podstavci lampy je umístěna žárovka. Na podstavci je skleněná nádoba naplněná vodou (olejem) a směsí průsvitného vosku a tetrachlormetanu. Mezi nádobou a žárovkou je svinutý kovový drátek kvůli lepšímu vedení tepla a pro snadnější překonávání povrchového napětí voskových "bublin", aby se u dna zas spojily.
Po zapnutí lampy začne žárovka zahřívat kovovou spirálu a dno nádoby s vodou a voskem. Vosk roztaje a začne stoupat v nádobě vzhůru. Zde se ochladí a opět klesá dolů. Rozdíl teplot mezi dnem a horní částí nádoby je jen několik stupňů. Vosk v lampě vytváří větší či menší bubliny, spojuje se a trhá se.
Provozní teplota různých lávových lamp se liší, ale většinou je kolem 60 °C. Pokud je v lampě příliš silná žárovka, zůstává vosk nahoře, pokud příliš slabá, zůstává dole.

## Historie
Lávovou lampu vynalezl Angličan Edward Craven Walker v šedesátých letech dvacátého století. Pojmenoval ji Astrolight a představil v Hamburku v roce 1965. Lávová lampa se stala symbolem šedesátých let.